# Saint Francis River (Saint John River)
Der Saint Francis River (englisch; in den USA) oder St. Francis River (englisch; in New Brunswick) oder Rivière Saint-François (französisch; in New Brunswick und in Québec) ist ein 110 km langer linker Nebenfluss des Saint John River in der kanadischen Provinz Québec, der auch entlang der Grenze zur Provinz New Brunswick sowie entlang der Grenze zum US-Bundesstaat Maine verläuft.

## Flusslauf
Der Saint Francis River hat seinen Ursprung in dem See Lac Saint-François in den Monts Notre-Dame, einem Gebirgszug der Appalachen, 20 km ostsüdöstlich der Stadt Rivière-du-Loup in der Provinz Québec. Der Fluss fließt vom südlichen Seeende in südlicher Richtung zum Lac Pohénégamook.  Dabei weist er ein stark mäandrierendes Verhalten mit zahlreichen Flussschlingen und Altarmen auf. Bei Flusskilometer 65 verlässt der Fluss das südliche Seeende des Lac Pohénégamook. Unmittelbar unterhalb des Sees befindet sich die US-Grenze. Der Fluss wendet sich nach Osten und bildet nun die Grenze zwischen der kanadischen Provinz Québec und dem US-Bundesstaat Maine. In Québec befindet sich der Flusslauf innerhalb der MRC Témiscouata. Dort liegen die Gemeinden Pohénégamook und Rivière-Bleue am Fluss. Bei Rivière-Bleue mündet der Rivière Bleue linksseitig in den Fluss. Dieser wendet sich nun nach Süden und durchfließt den See Le Beau Lac. Unterhalb des Sees bildet der Saint Francis River die Grenze zwischen dem östlich gelegenen New Brunswick und dem westlich gelegenen Maine. Der Fluss fließt noch ein Stück nach Süden, bevor er sich nach Südosten wendet. Dabei durchfließt er die Seen Cross Lake, Grew Pond, McPherson Pond und Glasier Lake, die alle Flussverbreiterungen des Saint Francis River darstellen.
Schließlich mündet der Saint Francis River gegenüber der US-amerikanischen Gemeinde St. Francis in den Saint John River.

## Hydrologie
Der Saint Francis River entwässert ein Areal von 1455 km². Am Pegel unterhalb des Glasier Lake, 6,7 km oberhalb der Mündung, beträgt der mittlere Abfluss 25,5 m³/s. In den Monaten April und Mai führt der Fluss die größte Wassermenge, im Mittel 129 bzw. 180 m³/s.